# Словения на Паралимпийских играх
Словения на Паралимпийских играх впервые приняла участие в 1992 году на летних Играх в Барселоне, и с тех пор принимает участие на всех летних Играх. На зимних Играх делегация Словении участвует начиная с Игр 1998 года в Нагано (не участвовали в Играх 2002 года).
На настоящее время спортсмены Словении завоевали на всех Играх в сумме 24 медали, из них 4 золотые, все медали завоёваны на летних Играх.
С 1972 по 1988 год включительно спортсмены Словении участвовали на Паралимпиадах в составе сборной Югославии.

## Медальный зачёт

### Медали летних Паралимпийских игр
| Игры                | Золото | Серебро | Бронза | Всего | Место |
| ------------------- | ------ | ------- | ------ | ----- | ----- |
| 1992 Барселона      | 2      | 0       | 1      | 3     | 35    |
| 1996 Атланта        | 0      | 2       | 3      | 5     | 53    |
| 2000 Сидней         | 0      | 2       | 2      | 4     | 55    |
| 2004 Афины          | 1      | 2       | 1      | 4     | 49    |
| 2008 Пекин          | 0      | 1       | 2      | 3     | 59    |
| 2012 Лондон         | 0      | 1       | 0      | 1     | 67    |
| 2016 Рио-де-Жанейро | 1      | 1       | 0      | 2     | 58    |
| 2020 Токио          | 0      | 1       | 1      | 2     | 71    |
| Итого               | 4      | 10      | 10     | 24    |       |